# Dům čp. 48 (Arnoltice)
Dům číslo popisné 48 v Arnolticích, části obce Bulovka na severu České republiky, ve Frýdlantském výběžku Libereckého kraje, je památkově chráněná stavba.

## Poloha a historie
Objekt se nachází v centrální části obce při místní komunikaci, která západním směrem odbočuje ze silnice I/13 spojující Frýdlant na jihu s Habarticemi a česko-polskou státní hranicí na severu. Jižně od domu protéká Bulovský potok.
Budova byla postavena patrně na konci 18. století. Od 6. dubna 1966, kdy příslušné nařízení nabylo právní moci, je chráněna coby kulturní památka České republiky.

## Popis
Stavba je zbudována na obdélníkovém půdoryse. Stěny jsou částečně roubené s patrem z hrázděného zdiva a svrchu je zakrytá vysokou sedlovou střechou, na které jsou připevněny eternitové šablony. Štítové části jsou jednoduše bedněné. Přízemí lze rozdělit na tři výrazné části, a sice na roubenou světnici, dále na průchozí síň, která je u stropu uzavřena klenbou, a nakonec na vyzděný chlév. Ze severní strany je světnice navíc rozšířena dalším přízemním traktem vyzděný z lomového kamene. Částečně je tento trakt, jenž vlastně vystupuje z obdélníkového půdorysu celého objektu, zakryt pultovou střechou. Sloupky, jenž se v místech, kde je světnice, nacházejí po vnějším obvodu přízemí budovy, pokračují výše do hrázděného patra. Na západní straně domu bylo při stavebních úpravách v minulosti toto zdivo nahrazeno zdí vystavěnou z pálených cihel.